# Didrik Solli-Tangen
Didrik Solli-Tangen, född 11 juni 1987 i Porsgrunn, är en norsk sångare. Solli-Tangen slog igenom 2010 när han deltog i Norsk Melodi Grand Prix 2010 med låten "My Heart Is Yours" skriven av Hanne Sørvaag och Fredrik Kempe. Genom den vinsten fick Solli-Tangen representera Norge på hemmaplan i Eurovision Song Contest 2010, där hans bidrag nådde en tjugondeplats i finalen.

## Diskografi
Album
- 2010 – Guilty Pleasures
- 2011 – The Journey

Singlar
- 2010 – "My Heart Is Yours"
- 2010 – "Best Kept Secret"
- 2010 – "Compass"
- 2012 – "We Can Do More"
- 2013 – "Without you"
- 2013 – "Six Ribbons"
- 2013 – "Lyset i Betlehem" (med Ole Edvard Antonsen & Sølvguttene)

Medverkar på
- 2012 – Christmas Tales (album med Alexander Rybak)